# Blankenburg (Nordendorf)
Blankenburg a.d. Schmutter ist ein Ortsteil der Gemeinde Nordendorf im schwäbischen Landkreis Augsburg.

## Geographie
Blankenburg liegt an dem das Schmuttertal begrenzenden Höhenzug und zieht sich südwestlich von Nordendorf sehr reizvoll dieser Schmutterleite hinauf. Gemeinsam mit Nordendorf bildet Blankenburg seit 1975 eine Gemeinde. Nördlich von Blankenburg befindet sich das Kloster Holzen. Blankenburg liegt direkt an der vierspurig ausgebauten Bundesstraße 2 und an der Bahnlinie Bahnstrecke Augsburg–Nördlingen.

## Struktur
Blankenburg hat eine dörfliche Struktur mit einer aktiven intakten Dorfgemeinschaft. Die Infrastruktur und die Verkehrsanbindung, aber auch die Vereinsangebote vor Ort machen Blankenburg zu einem lebendigen Dorf. 

Die beiden örtlichen Vereine Adlerhorst Schützen und Freiwillige Feuerwehr Blankenburg bestimmen das gesellschaftliche Leben im Ort.

## Geschichte
Ausgrabungen seit 2007 erbrachten auf dem Grabungsareal, das auf der Flur „Oberes Feld“ etwa 50 m über dem Tal der Schmutter liegt, Funde, die mindestens bis 5000 v. Chr. zurückreichen. Ein kleiner Dechsel, ein sogenannter Schuhleistenkeil, stammt aus der Zeit der Linienbandkeramik (5500–5000 v. Chr.). Die meisten Funde konnten einer jungsteinzeitlichen Siedlung der Münchshöfener Kultur (um 4300 v. Chr.) zugeordnet werden. Hinzu kamen jüngere Einzelfunde aus der Altheimer Kultur (um 3700 v. Chr.) und der Glockenbecherkultur (2500–2200 v. Chr.) sowie ein Friedhof der frühen Bronzezeit  (um 2000 v. Chr., Nachweis von Rötel) und eine Brandbestattung aus der frühen Latènezeit (4. Jahrhundert v. Chr.).
Die früheste Nennung der Siedlung mit der Namensform Planchinburc erfolgte 1090. Der Name bedeutet „Burg des Blanko“ oder „blanke, hellschimmernde Burg“. Als ältester Burgherr wurde 1190 Hermann de Planchinburc in einer Urkunde des Klosters Solenhofen genannt. Die Ritter von Blankenburg waren Dornsbergische und Reichsmarschallamtliche Vasallen. Als Erste erschienen Ulrich und Hermann von Blankenburg urkundlich 1208. Bischof Sifridus von Augsburg beurkundet 1209 die Schenkung eines Gutes an das Kloster Kaisheim. Als Zeuge wird ein Hermannus de Blanchenburc aufgeführt. Der gleiche Hermann oder aber sein gleichnamiger Sohn bezeugen 1230 in einer Urkunde die Bestätigung von Bischof Siboto von Augsburg, dass sein Ministeriale (vir nobilis ministerialis ecclesi) Hermannus de Blanchenburc Äcker und Wiesen an den Abt Cunradus von Kaisheim für 80 Mark Silbers verkaufte.
Als konradinisches Erbe fallen die Gebiete Lechrain und Teile des Nordgaus 1269 an Herzog Ludwig den Strengen von Bayern (1229–1294). 1280 muss die Burg Blankenburg zerfallen oder zerstört worden sein. Im Wittelsbacher Urbar von 1280 ist nur mehr die Rede vom bloßen Burgberg in Blankenburg, der zum Bauhof des Schlosses Donnersberg gehört und von dort aus bewirtschaftet wird: „Planchenburg mons pertinet ad agriculturam Dornsberg“. Im Salbuch von ca. 1280 wird das Lehen unter den redditus castri in Dornsperg vorgetragen. Zuletzt werden noch einmal Ulrich und Conrad von Blankenburg im Jahr 1290 genannt.
Das Geschlecht der Blankenburger starb 1301 mit Ulrich von Blankenburg, der als Hofkaplan des Bischofs von Augsburg tätig war, aus. Nach dem Erlöschen des Geschlechts der Ritter von Blankenburg fällt das Lehen an Herzog Ludwig den Strengen von Bayern. Der Burgstall, mehrere Höfe, Abgaben und die Mühle in Blankenburg gehören seitdem wie auch Schloss Donnersberg zur Herrschaft. 1323 verschreibt Kaiser Ludwig IV. Anna, der Tochter seines Marschalls Conrad von Ellingen, bei ihrer Hochzeit mit Heinrich von Agawang als Heiratsgut 60 Pf. Haller aus Gefällen von Mayerhofen und Blankenburg. Nach einer Zerstörung der Burg durch die Augsburger und einem Neuaufbau 1388, wurde sie dann im Dreißigjährigen Krieg völlig zerstört. Die letzten Reste vorhandener Ruinenreste wurden 1973 bei Erdarbeiten völlig vernichtet.
Seit der Zusammenlegung der Gemeinden Nordendorf und Blankenburg im Jahr 1975 werden die politischen Geschicke vom Nordendorfer Gemeinderat bestimmt.

## Siedlungsgemeinschaft Blankenburg
Anfang 1919 gründete Hans Koch auf einem Bauernhof mit ca. 20 Jugendlichen eine Siedlung, die sich mit Gartenbau, Tierhaltung und Handwerk im Geist der Jugendbewegung selbstversorgen wollte. Stand sie zunächst unter dem Wohlwollen des Revolutionsministers Gustav Landauer, so wurde sie gerade deswegen im Mai 1919 von der politischen Polizei als spartakistische Hochburg ausgehoben. Der Kommunist Max Levien war hier kurz untergetaucht. Nach der Freilassung endete das Projekt 1920 ruinös.